# Anecdotes de la cour et du règne d'Édouard II, roi d'Angleterre
Les Anecdotes de la cour et du règne d’Édouard II, roi d’Angleterre est un roman de Claudine de Tencin publié à titre posthume en 1776 à Paris chez Pissot.
L’auteur n’a rédigé que les deux premières parties de cet ouvrage, qui a été terminé par Anne-Louise Élie de Beaumont, vingt-cinq ans après la mort de Mme de Tencin. Il n'est pas certain que la mort de celle-ci en 1749 ait entraîné l'inachèvement de ce roman. De facture surannée – intrigues en tiroir au rebondissements improbables –, il correspond plus à la manière d'écrire du début du siècle et pourrait constituer une œuvre de jeunesse très tôt abandonnée.